# Бурякова ікра

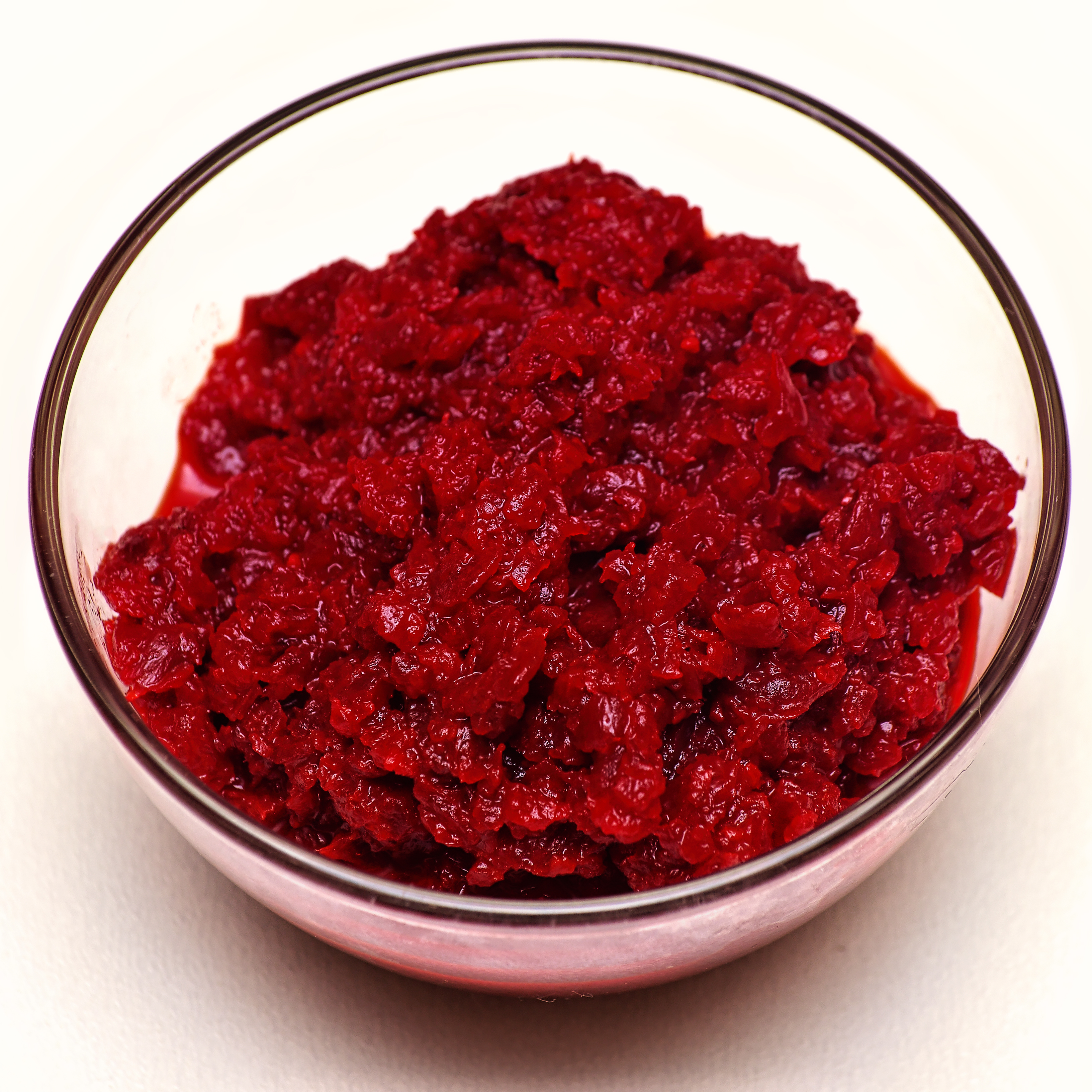
Бурякова ікра

Буряко́ва ікра́ — овочева ікра з буряків, холодна закуска, українська страва.
В ній міститься 21—27% сухих речовин: жирів (до 10%), білків, вуглеводів, солі та ін.

## Спосіб приготування, подачі та зберігання

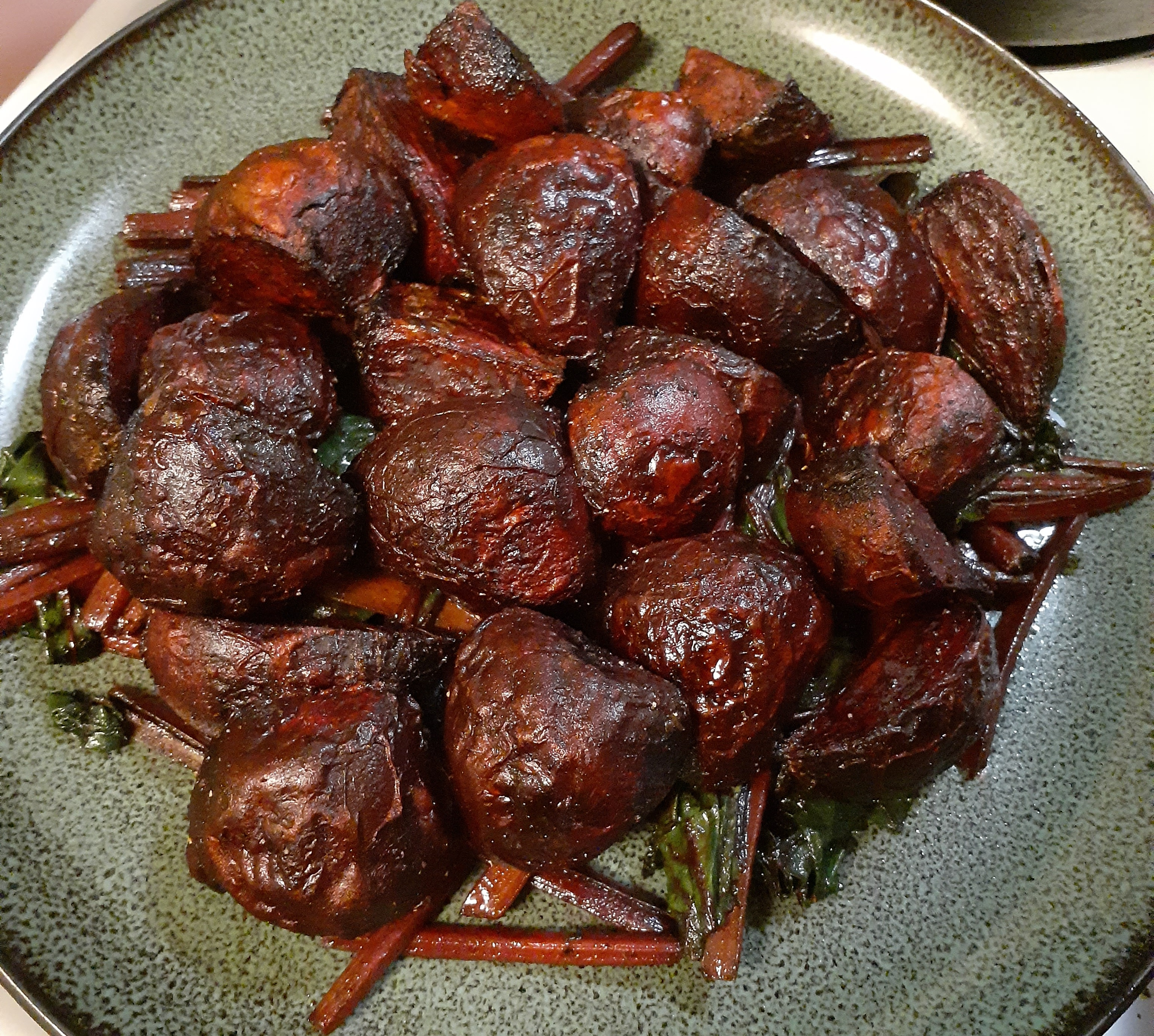
Печений буряк

Буряки промивають, печуть або варять до готовності, обчищають, пропускають крізь м'ясорубку або дрібно шаткують, підсмажують на олії, додають нарізану, злегка обсмажену цибулю, оцет, мелений перець, цукор, мелену корицю, гвоздику й сіль. Одержану масу добре перемішують, викладають на тарілку гі́ркою й посипають дрібно нарізаною зеленню петрушки.
Готову ікру охолоджують та подають із зеленню на тостах або ж як салат до будь-якого гарніру чи страв із м'яса й риби.
Готову ікру розфасовують у жерстяні або скляні банки, герметично закупорюють і стерилізують.

### Інгредієнти
На 600 г буряків — 2 цибулини, ½ ст. ложки 9%-го оцту, 4 ст. ложки олії, 2 ст. ложки цукру, по ½ г кориці й гвоздики, 1 ст. ложку нарізаної зелені петрушки, сіль, перець — за смаком.

### Варіації
Деякі рецепти пропонують меншу чи більшу кількість буряків та цибулі, олії, додавати моркву, кетчуп чи томатну пасту, воду, часник, винний оцет, горіхи тощо.

### Промислове виробництво
У промисловому виробництві очищений буряк обробляють парою для подальшого очищення шкірки і бланшування, потім очищають від шкірки, ріжуть кубиками або стовпчиками і обсмажують у олії. Після подрібнення обсмажений буряк змішують з іншими обсмаженими та подрібненими овочами: морквою, білим корінням (селерою і петрушкою) і цибулею, причому частка буряків у суміші становить не менше 70%. З прянощів в ікру додають сіль, запашний і гіркий перець, а також зелень, олію та томатну пасту. Після ретельного перемішування ікру розфасовують у консервні банки, закупорюють та стерилізують.